# Ески джамия (Хасково)
Вижте пояснителната страница за други значения на Ески джамия.
Ески джамия (на турски: Eski Camı – „стара джамия“) е джамия в Хасково.
Арабски надпис върху каменна плоча на входа на джамията упоменава 1395 като година на нейното построяване:
| „ | Подкрепа от Господа и (близка) победа! Изградено бе това свещено място в последния ден на седемстотин деветдесет и седма година (15 октомври 1395 г. от Р.Х.). В обладание на Бога. Година 797. | “ |

Ако този надпис се отнася до съществуващата сега джамия, той я прави най-старото мюсюлманско молитвено здание в цяла България.
Сградата е правоъгълна и северната входна фасада е разделена от улицата с малък двор. Молитвеният салон е осветен от два реда прозорци. В центъра на киблата (стената, обърната към Мека) има михраб (ниша), в която са изписани цитати от Корана. Стените на основното тяло (без дюкяните и стопанските помещения) са дебели около 1 м. В стопанското помещение, откъдето се стига до минарето, има запазена стара дървена решетка. Минарето е боядисано в бял цвят, а под викалото има четириреден сталактитен мотив.
През 1968 г. Ески джамия е обявена за паметник на културата. Тя е основната джамия за мюсюлманското население в Хасково. Понастоящем е силно вкопана в земята поради строително-ремонтни работи в околността.